# Malouetia nitida
Malouetia nitida är en oleanderväxtart som beskrevs av Richard Spruce, Müll.Arg.. Malouetia nitida ingår i släktet Malouetia och familjen oleanderväxter. Inga underarter finns listade i Catalogue of Life.